# Antonio Raya
Antonio Raya González (? - Granada, 23 de junio de 1942) fue un guerrillero español del maquis antifranquista.

## Biografía
Nacido en Granada, se afilió al Sindicato Metalúrgico de la CNT antes de cumplir 15 años.
Durante los años de la Segunda República colaboró con los grupos de acción de las Juventudes Libertarias (JJLL) y la Federación Anarquista Ibérica (FAI), interviniendo en diversas acciones de guerrilla urbana, como el intento de asesinato del administrador del penal de El Puerto de Santa María y la sublevación de 1933. 
Durante la guerra civil española fundó la columna "La que siempre rayó", que combatió en la zona de Antequera hasta la caída del frente malagueño. Posteriormente llegó a ser comisario de la 88.ª Brigada Mixta, que intervino en los frentes de Pozoblanco y Extremadura. 
Tras la guerra, continuó luchando en las sierras malagueñas, organizando guerrillas rurales y urbanas que actuaron en Málaga, Córdoba, Granada y Madrid, donde llevó a cabo una intensa campaña de asaltos, sabotajes y represalias hacia delatores y falangistas. Colaboró en varias ocasiones con el también cenetista Bernabé López Calle, y con otros grupos de la denominada Agrupación guerrillera de Málaga-Granada (AGMG), muy activa en estos años.
El 23 de junio de 1942 cayó muerto en una emboscada en Granada, en un bar de la calle Marina.